# 罗姆人
罗姆人，舊稱吉卜賽人、吉普賽人或茨冈人，为起源于印度北部，散居全世界的非定居民族。
罗姆人以其神秘的形象著称，历史上多从事占卜、歌舞等职业。罗姆人也因為流浪與貧窮的生活、以及長期遭受歧视和迫害，而發展出與當地主流不同的生活方式和文化。

## 名稱

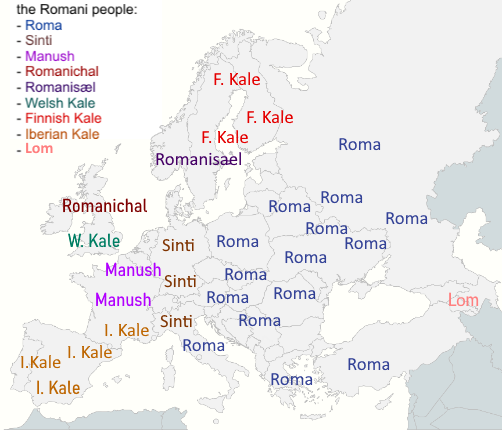

1971年第一次世界羅姆人大會中，全體一致通過只使用自稱並拒絕他稱，因此只有羅姆人、辛提人、阿什卡利人和巴爾幹埃及人等屬於可接受的名稱。
在现代汉语中，“罗姆”一词译自英语，這也是大多數羅姆人的自称。在歐洲羅姆语中，“Rom”的意思是“人”。在敘利亞和波斯則稱作多姆人（Dorn）。這些名稱的由來可能對應梵文的「Doma」以及現代印地語的「Dom」，意思是「靠歌舞為生的下等人」。
“吉卜赛／吉普赛”译自英语，罗姆人初到欧洲时，當地人认为罗姆人来自埃及，于是許多地區以埃及人稱呼（英語：“Egyptian”）称呼，之後由於音變成為吉卜賽人。不少人认为“Gypsy”這個名称有歧视意义而应避免使用。在西班牙語中「黑塔诺／黑塔娜」，也是相同的由來。
漢語的“茨冈”一词则译自俄语，最終源自古希臘語ἀθίγγανος，意為不可碰觸。同樣由來的名稱也曾在義大利語、希臘語、德語和土耳其語中使用。
其他对羅姆人的称呼众多。这些名字的现代漢语译音有：波希米亚人（法国）、埃弗吉特人（阿尔巴尼亚）、罗里人（伊朗）。

## 历史

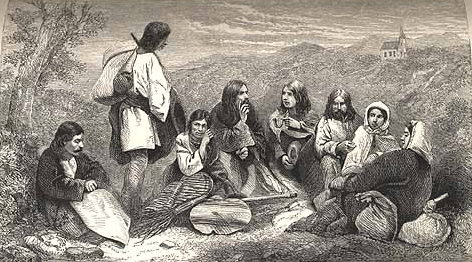
19世纪时特兰西瓦尼亚（现属罗马尼亚）的罗姆人

罗姆人的名稱约于公元1025年出現，據菲爾多西的《列王紀》記載，中世纪的高度中央集权的君主制国—依兰沙赫尔國王巴赫拉姆五世曾向印度國王商古勒要求提供一萬名囉哩豎琴手供國內平民娛樂，国王提供穀种与耕牛，但他們甚麼事也不幹，一年後國王送走他們。他们第一次遷徙是在5世紀時離開印度，第二次是10世紀時，阿富汗人與突厥人入侵，由印度前往波斯，再前往歐洲。
以希腊语称谓“Atsinganoi”从语源学解释羅姆人，学术界出现了两个推论：一说认为西方文化出于对羅姆人的歧视；另一解释是，该群体最早系属于印度西北部的低種姓中下阶层。目前虽然对这两说仍有争论，但较通行的看法是，羅姆人最早是生活在印度西北部，其语言则属印欧语系中的北印度語。
羅姆人最初离开家园的原因和确切时间无从考证，目前可以知道的是，5-7世纪之间，他们出现在伊朗；10-11世纪，他们经过西亞到达巴尔干半岛；15-16世纪，羅姆人已散布于全欧洲。羅姆人从未建立过自己的国家，而且他们恪守其民族传统，刻意与主流社会保持距离，因此在多国都被看作是“次等民族”。
德国文献记载，1423年，神聖羅馬帝國皇帝西吉斯蒙德特准外来的羅姆人居住在他管辖的领域里，所有入境的羅姆人都获得一份相当于居留卡的“保护证”。凭着这份“保护证”，羅姆人得以在欧洲哈布斯堡王朝领区内自由通行。可惜这个对羅姆人有若黄金的时代却不到百年，15世纪末，神聖羅馬帝國取消羅姆人的“保护证”，下令驱逐所有境内的羅姆人，违者格杀勿论。不仅神聖羅馬帝國驱逐羅姆人，其他欧洲国家也纷纷采取同样的驱逐政策，当时反羅姆人的理由大致是：传染黑死病、鼠疫、霍乱、偷窃、行巫术，他们甚至被认为替土耳其人当间谍，还被当作犹太人的亲戚，以上都是敌视他们的罪名。从此，羅姆人就不断地从一地迁往另一地，栖息的地方总是在隐蔽的荒乡僻野。
自1695年西班牙国王卡洛斯二世颁布皇家法令以来，西班牙罗姆人的居住区域一直被限制在某些城镇。1717年的一项官方法令将他们限制在75个城镇和地区，这样他们就不会集中在任何一个地区。在吉普赛人大围捕令中，罗姆人于1749年被西班牙当局逮捕和监禁。
在17世纪后期，法荷战争期间，法国和荷兰共和国都需要数千人参加战斗。一些招募采取的形式是将流浪者和穷人聚集起来在厨房工作并为军队提供劳动力。在此背景下，罗姆人成为法国人和荷兰人的目标。
战争结束后，进入18世纪的第一个十年，罗姆人在整个荷兰境内遭到屠杀。罗姆人被荷兰人称为“heiden”，意为“异教徒”，游荡在欧洲的农村地区，成为那个时代的社会贱民。荷兰语“Heidenjachten”，意为“异教徒狩猎”，在整个荷兰发生，原因为荷兰人试图彻底根除他们。

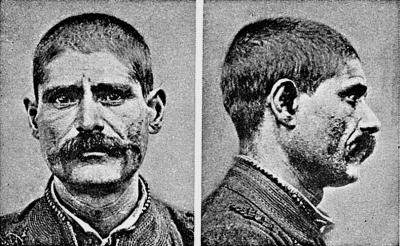
塞尔维亚吉普赛人

尽管在1856年奴隶制废除之前，一些罗姆人可以作为奴隶留在瓦拉几亚和摩尔达维亚，但大多数人可以作为自由游牧民族带着他们的货车旅行，正如罗姆人旗帜中辐条轮符号所暗示的那样。在欧洲其他地方，他们遭受着种族清洗、子女被绑架和强迫劳动。在英格兰，罗姆人有时会被驱逐出小社区或被绞死；在法国，他们被烙上烙印，头发被剃光；在摩拉维亚和波西米亚，罗姆人女性的特征是她们的耳朵被割掉了。结果，大批罗姆人迁往东方，迁往更宽容的波兰和俄罗斯，那里的罗姆人只要缴纳年度税款，就会受到更公平的待遇。
殖民时代来临后，罗姆人开始移居北美，在弗吉尼亚和法属路易斯安那有小规模移民记录。从1860年代开始，大规模的罗姆人移民到美国，其中有来自英国的罗姆人群体。20世纪初移民的人数最多，主要来自讲弗拉赫罗姆语的卡尔德拉什族群。许多罗姆人也定居在南美洲。
罗姆人长途迁徙的缘故至今尚为史界之谜。罗姆人的祖先是低种姓的印度教徒，应征入雇佣兵军队后，升为剎帝利（即战士）种姓，同时被派往西面以抵制伊斯兰教国家的扩张。另有学者称，穆斯林征服印度北部后，其俘虏沦为奴隶并发展出自身独特的文化，成为罗姆人的前身。但罗姆人到达中东后，为何不折返印度，反而继续前进，进入欧洲，则是不解之谜。罗姆人后来也大量迁入美洲。
由於文化及宗教上的差異，進入歐洲的罗姆人經常被歐洲人迫害。纳粹德国也曾迫害他們。

## 现状

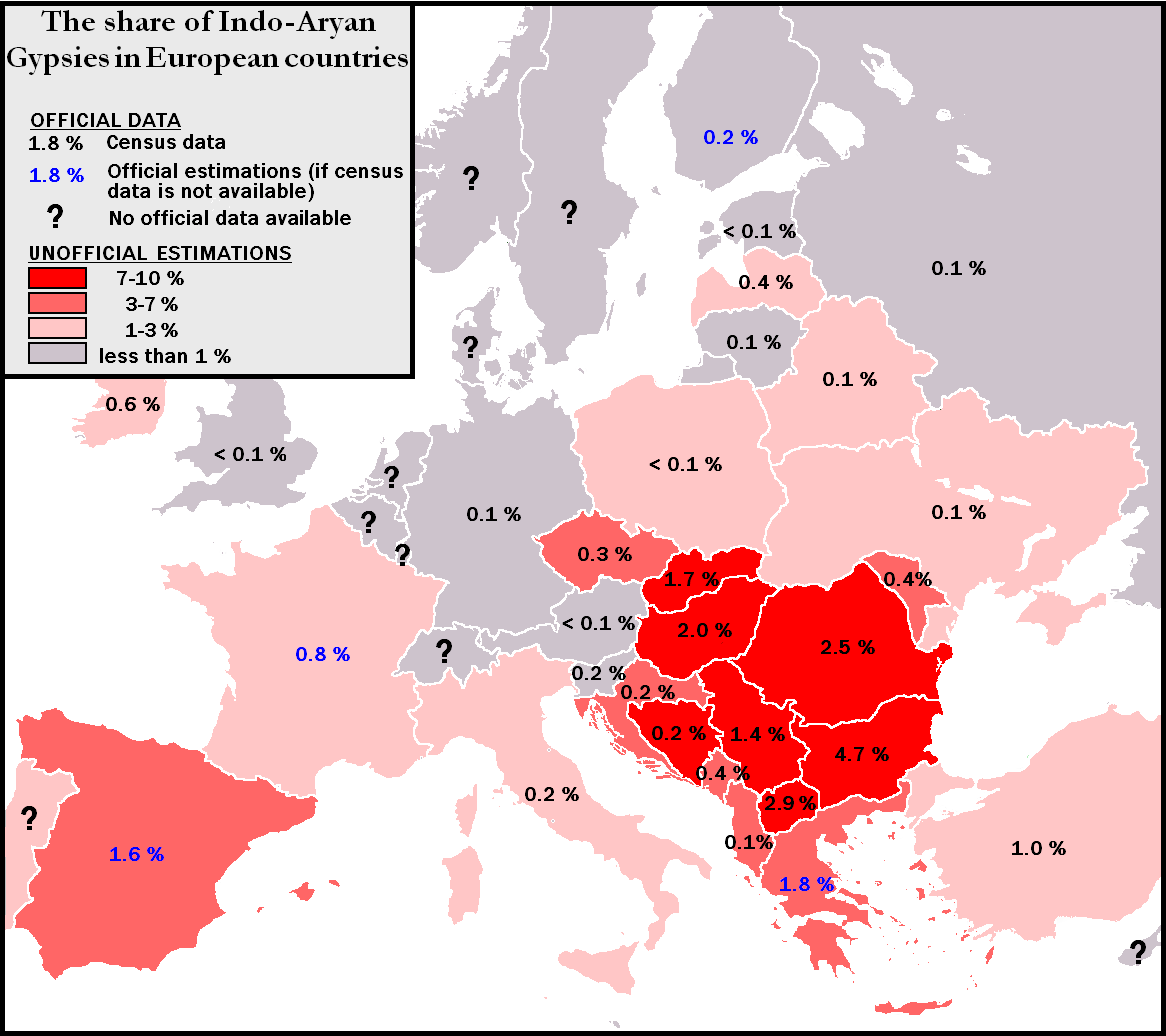

### 人口

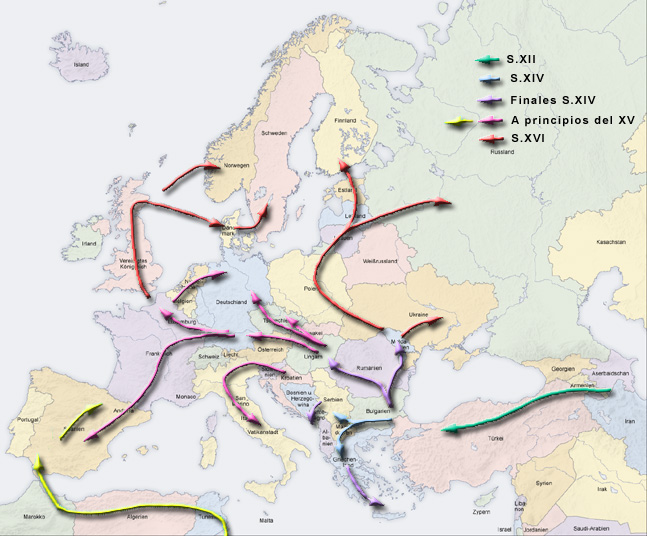

全世界约有五百万至一千万罗姆人，其中大多数居住在欧洲。罗姆人主要聚居地有：巴尔干半岛、中欧、美国及前苏联加盟共和国。另外西欧、西亞及北非也有罗姆人居住。
罗姆人在罗马尼亚、保加利亚、匈牙利、西班牙和美国的人口超过五十万。保加利亚的罗姆人占总人口的约4.4%，其比例在世界各国当中排名第一。而在罗马尼亚各民族中罗姆族占3.2%。捷克公开提出願意離開的罗姆人可給津贴。

### 生活
在今日，有一部分罗姆人正试图保持其传统生活方式，居无定所。在东欧许多地区，罗姆人定居在生活条件极差的棚户区内，和其他民族居民仍然时有冲突。但在其他地区，罗姆人则靠其传统文化（如罗马尼亚罗姆人的传统铜匠工艺）成功致富。
在东欧共产主义时期，东欧各国由于实行计划经济，罗姆人在就业方面障碍较少，但后来东欧转为市场经济以后，罗姆人失业问题愈显严重。现在多国有大量罗姆人靠社会福利为生，这导致针对罗姆人的歧视深化，同时也成为了社会隐患，如斯洛伐克在进行社会福利改革时曾有罗姆人聚居点发生骚乱。
2004年6月，匈牙利选出了欧洲议会的歷史上第二位罗姆人议员，同時也是第一位女性羅姆人議員：女士。同时东欧七国于2005年发起“容纳罗姆人年代”，旨在改善罗姆人的生活。

## 文化
罗姆音乐着重使用高音符以及音符之间大跨度的滑动，歌唱以其情感丰富而著称，罗姆人也是西班牙盛行的弗拉明戈舞的主要起源。

## 文學及藝術
直接描写罗姆人的文学、藝術作品有：
- 维克多·雨果小说《巴黎圣母院》的女主角「艾斯梅拉达」
- 加西亚·马尔克斯小说《百年孤独》中的角色「吉普赛人」
- 乔治·比才歌剧《卡门》的同名女主角
- 墨西哥电影《叶塞尼亚》
- 艾米爾·庫斯杜力卡的电影《流浪者之歌》（Time of the Gypsies）[60]
- 東尼·葛里夫電影《尋愛之路》（Transylvania）[61]和《一路平安》（Latcho Drom）
- 美國歌手史蒂薇尼克斯歌曲《吉普賽》（Gypsy）
- 哥倫比亞歌手夏奇拉歌曲《吉普賽》（Gypsy）
- 美國歌手女神卡卡歌曲《吉普賽》（Gypsy）
- 美劇 《迷眼》 (Shut Eye)
- 中国女歌手阿朵歌曲《再见卡门》，由高晓松作词作曲

有关罗姆人的文艺作品更是不胜枚举，尤其在西洋音乐方面，李斯特（如匈牙利狂想曲等）、萨拉萨蒂（流浪者之歌）、勃拉姆斯（如匈牙利舞曲等）、拉威爾（如茨岡）的音乐就多援引羅姆元素。（由於以前羅姆人常与匈牙利人相混，所以前述作品中对羅姆常有“匈牙利”的误称。）

### 引用
1. ↑  Lewis, M. Paul (编).  (online) 16th. Dallas, TX: SIL. 2009  [15 September 2010]. （原始内容存档于2020-05-15）. Ian Hancock's 1987 estimate for 'all Gypsies in the world' was 6 to 11 million.
2. ↑  . BBC News. 5 April 2011  [2017-07-02]. （原始内容存档于2017-12-03）.
3. ↑  . Nationalia.   [20 November 2015]. （原始内容存档于2020-05-15）.
4. ↑  . Encyclopædia Britannica.   [15 September 2010]. （原始内容存档于2020-05-15）. ... estimates of the total world Romani population range from two million to five million.
5. ↑  . Books.google.com: 117.   [2016-07-27]. （原始内容存档于2017-03-26）.
6. ↑  Kayla Webley. . Time. 13 October 2010  [3 October 2015]. （原始内容存档于2020-05-09）. Today, estimates put the number of Roma in the U.S. at about one million.
7. ↑   [Lack of public policy for Romani is a challenge for the administration]. R7. 2011  [22 January 2012]. （原始内容存档于2012-01-11） （葡萄牙语）. The Special Secretariat for the Promotion of Racial Equality estimates the number of "ciganos" (Romanis) in Brazil at 800,000 (2011). The 2010 Brazilian Institute of Geography and Statistics Brazilian National Census encountered gypsy camps in 291 of Brazil's 5,565 municipalities.
8. 1 2 3 4 5 6 7 8 9 10 11 12 13 14 15 16  Recent Migration of Roma in Europe, A study by Mr. Claude Cahn and Professor Elspeth Guild （页面存档备份，存于）, page 87–88 (09.2010 figures)
9. ↑   [The number of Kurds in Turkey!]. 6 June 2008  [2 January 2016]. （原始内容存档于2016-04-29） （土耳其语）.
10. ↑  . Hurriyet. TR. 8 May 2005  [2 January 2016]. （原始内容存档于2009-10-07） （土耳其语）. 参数|newspaper=与模板{{cite web}}不匹配（建议改用{{cite news}}或|website=） (帮助)
11. ↑  Estimated by the Society for Threatened Peoples（英语：Society for Threatened Peoples）  （页面存档备份，存于）
12. ↑   (PDF). Open Society Institute. 2002  [15 September 2010]. （原始内容 (PDF)存档于1 December 2007）. The Spanish government estimates the number of Gitanos at a maximum of 650,000.
13. ↑   (PDF). Msc.es.   [2016-07-27]. （原始内容存档 (PDF)于2016-12-27）.
14. ↑  2011 Romanian Census data, based on table 7 Population by ethnicity （页面存档备份，存于）, gives a total of 621,573 Roma in Romania. This figure is disputed by other sources, because at the local level, many Roma declare a different ethnicity (mostly Romanian, but also Hungarian in Transylvania and Turkish in Dobruja). Many are not recorded at all, since they do not have ID cards  （页面存档备份，存于）. International sources give higher figures than the official census(UNDP's Regional Bureau for Europe 的存檔，存档日期2006-10-07., World Bank Archive.today的存檔，存档日期2012-06-29, International Association for Official Statistics 的存檔，存档日期2008-02-26.).
15. ↑   (XLS). National Institute of Statistics (Romania). 5 July 2013  [18 December 2013]. （原始内容存档于2016-01-18） （罗马尼亚语）. However, various organizations claim that there are 2 million Romanis in Romania. See  （页面存档备份，存于）
16. ↑  . EurActiv Network. 7 December 2005  [21 October 2015]. （原始内容存档于2016-02-01）. According to the report, the settled Gypsy population in France is officially estimated at around 500,000, although other estimates say that the actual figure is much closer to 1.2 million.
17. ↑  Gorce, Bernard. . La Croix. 22 July 2010  [21 October 2016]. （原始内容存档于2016-12-21）. [MANUAL TRANS.] The ban prevents statistics on ethnicity to give a precise figure of French Roma, but we often quote the number 350,000. For travellers, the administration counted 160,000 circulation titles in 2006 issued to people aged 16 to 80 years. Among the travellers, some have chosen to buy a family plot where they dock their caravans around a local section (authorized since the Besson Act of 1990).
18. ↑   [Population by place of residence, age and ethnic group]. Bulgarian National Statistical Institute.   [22 June 2015]. （原始内容存档于2012-06-02） （保加利亚语）. Self declared
19. ↑   (新闻稿). Brussels: European Commission. 4 April 2014  [28 April 2016]. （原始内容存档于2019-07-21）. EU and Council of Europe estimates
20. ↑  Hungarian Central Statistical Office Census Data 2011 （页面存档备份，存于）. Retrieved 28 March 2013.
21. ↑  Michael Kimmelman. . The New York Times. 6 February 2008  [7 December 2015]. （原始内容存档于2021-04-23）.
22. ↑  . Geek Helsinki Monitor. LV: Minelres.   [2017-02-05]. （原始内容存档于2003-05-23）. 参数|newspaper=与模板{{cite web}}不匹配（建议改用{{cite news}}或|website=） (帮助)
23. ↑  , ,   [2017-02-05], （原始内容存档于2020-05-15）
24. ↑   (Excel). RU: Perepis2002.   [16 September 2010]. （原始内容存档于2017-11-24）. Census 2002 in Russia: 182,766 Roma
25. ↑   [National origin affiliation] (PDF). RS: Stat. 29 November 2012  [2 January 2016]. （原始内容存档 (PDF)于2013-10-12） （塞尔维亚语）.
26. ↑   (PDF). ERRC. 2011–2012  [30 September 2016]. （原始内容存档 (PDF)于2017-03-26）.
27. ↑  . （原始内容存档于2017-05-15）.
28. ↑   (PDF).   [2017-02-05]. （原始内容 (PDF)存档于2017-02-03）.
29. ↑  , , Berlin-Institut für Bevölkerung und Entwicklung,   [2017-02-05], （原始内容存档于2017-04-29）
30. ↑   (PDF). SK: Statistics. （原始内容 (PDF)存档于15 July 2007）.
31. ↑  . SME. SK: SITA. 25 September 2013  [25 September 2013]. （原始内容存档于2016-03-03） （斯洛伐克语）.
32. ↑  . Republic of Macedonia, State Statistical Office.   [2010-09-17]. （原始内容存档于2004-06-21）.
33. ↑  , , IMCMS,   [2017-02-05], （原始内容存档于2017-03-26） （瑞典语）
34. ↑  , UA: State statistics committee,   [2017-02-05], （原始内容存档于2017-09-15） （乌克兰语）
35. ↑  . czso.cz.   [2017-02-05]. （原始内容存档于2015-06-27）.
36. ↑  . CZ: romove.radio.cz.   [15 September 2010]. （原始内容存档于2020-05-15）. Census 2001 in Bulgaria: 370,908 Roma
37. ↑  Hazel Marsh. . Latino Life.   [29 July 2016]. （原始内容存档于2021-04-23）.
38. 1 2  Roma /Gypsies: A European Minority （页面存档备份，存于）, Minority Rights Group International
39. ↑  .   [2017-02-05]. （原始内容存档于2021-04-23）.
40. ↑  . Country studies. US.   [28 August 2015]. （原始内容存档于2011-06-23）.
41. ↑  2004 census
42. ↑  . Croatian Bureau of Statistics.   [21 June 2015]. （原始内容存档于2018-07-18）.
43. ↑  1991 census
44. ↑  . instat.gov.al.   [7 December 2015]. （原始内容 (XLS)存档于2015年9月24日）.
45. ↑   (PDF). home.cogeco.ca. （原始内容 (PDF)存档于2007-06-14）.
46. ↑  Statistics Canada. .   [11 February 2014]. （原始内容存档于2016-04-18）.
47. ↑  . Sosiaali- ja terveysministeriö. 2004-06-16  [2009-07-15]. （原始内容存档于2012-02-26） （芬兰语）. Esitteitä 2004:2
48. 1 2 3  Gall, Timothy L (编), , 4. Europe, Cleveland, OH: Eastword: 316, 318, 1998, 'Religion: An underlay of Hinduism with an overlay of either Christianity or Islam (host country religion)'; Roma religious beliefs are rooted in Hinduism. Roma believe in a universal balance, called kuntari... Despite a 1,000-year separation from India, Roma still practice 'shaktism', the worship of a god through his female consort...
49. 1 2  中国社会科学院语言研究所词典编辑室 (编). . . 北京: 商务印书馆: 607. 2016. ISBN 978-7-100-12450-8. 罗姆人。［吉卜赛，英Gypsy］
50. ↑  陈至立 (编). . . 上海: 上海辞书出版社. 2019  [2024-04-05]. ISBN 978-7-5326-5325-6. （原始内容存档于2024-04-05）. 亦译“吉普赛人”。
51. 1 2  中国社会科学院语言研究所词典编辑室 (编). . . 北京: 商务印书馆: 213. 2016. ISBN 978-7-100-12450-8. 罗姆人。［茨冈，俄цыган］
52. 1 2  中国社会科学院语言研究所词典编辑室 (编). . . 北京: 商务印书馆: 860. 2016. ISBN 978-7-100-12450-8. 也叫吉卜赛人、茨冈人。［罗姆，英Rom］
53. 1 2 3 4  刘浪. . 《文史参考》. 人民网. 2011-01-05  [2017-02-04]. （原始内容存档于2020-06-12）.
54. ↑  《牛津英語詞典》：member of a wandering race (by themselves called Romany), of Indian origin, which first appeared in England about the beginning of the 16th c.
55. ↑  根據英國法律《Caravan Sites and Control of Development Act 1960》定義了吉普賽人
56. ↑  Busfield, Steve. . The Gardian. 2009-09-24  [2020-02-27]. （原始内容存档于2021-04-23） （英语）.
57. ↑  Taylor, Becky. . London UK: Reaktion Books Ltd. 2014: 72. ISBN 978-1-78023-257-7.
58. ↑  . www.cia.gov.   [2020-02-28]. （原始内容存档于2018-02-03）.
59. ↑  https://www.mfa.gov.cn/web/gjhdq_676201/gj_676203/oz_678770/1206_679426/1206x0_679428/中华人民共和国外交部
60. ↑  . Wikipedia. 2022-06-23  [2022-06-29]. （原始内容存档于2022-07-12） （英语）.
61. ↑  . Wikipedia. 2021-11-06  [2022-06-29]. （原始内容存档于2022-07-12） （英语）.